# Missionarie catechiste di San Giuseppe
Le Missionarie Catechiste di San Giuseppe (in spagnolo Misioneras Catequistas de San José; sigla M.C.S.J.) sono un istituto religioso femminile di diritto pontificio.

## Storia
La congregazione fu fondata il 19 marzo 1976 a San Luis Potosí, in Messico, da Noelia Abigaíl Cuenca e da Magdalena Solís Esquivel.
Ha ricevuto il riconoscimento di istituto di diritto pontificio nel 2010.

## Attività e diffusione
Le suore si dedicano alla catechesi, all'apostolato parrocchiale, all'istruzione e al lavoro nelle missioni.
Oltre che in Messico, sono presenti in Guatemala, Honduras e Stati Uniti d'America; la sede generalizia è a San Luis Potosí.
Alla fine del 2015 l'istituto contava 143 religiose in 38 case.